# Cardenals electors en el conclave papal de 2025
El Conclave de 2025 va ser convocat per escollir un nou papa arran de la mort de Francesc, ocorreguda el 21 d'abril de 2025. Segons l'apostòlica constitució Universi Dominici Gregis, només poden participar com a electors els cardenals que no haguessin complert els 80 anys en el moment de la vacant de la Seu Apostòlica, és a dir, nascuts a partir del 21 d'abril de 1945.
Dels 252 membres del Col·legi Cardenalici existents en el moment de la mort de Francesc, 135 compleixen aquest requisit, tot i que dos d'ells, van anunciar que no hi assistirien, reduint a 133 el nombre previst de participants. Per ser elegit papa es requereix una majoria qualificada de dos terços, és a dir, 89 vots.
Entre els 135 cardenals electors, hi ha 5 cardenals bisbes, 110 cardenals preveres i 20 cardenals diaques. Pel que fa al papa que els va crear: 5 van ser creats per Joan Pau II, 22 per Benet XVI i 108 per Francesc. Les seves funcions actuals són les següents: 29 serveixen a la Cúria Romana, 79 són en ministeri pastoral fora de Roma i 28 estan jubilats. El cardenal elector més gran és Carlos Osoro Sierra (79 anys) i el més jove, Mykola Bychok (45 anys).
El Col·legi es divideix en tres ordres (bisbes, preveres i diaques), amb un protocol d'antiguitat per a la processó i la votació. Cinc electors pertanyen a les Esglésies Catòliques Orientals. El camarlenc, responsable de l'administració de la Santa Seu durant la vacant, és Kevin Farrell.

## Llista de cardenals electors
Llista dels cardenals electors del conclave papal de 2025, convocat per escollir un nou papa després de la mort de Francesc el 21 d'abril de 2025. Segons la constitució apostòlica Universi Dominici Gregis, tenen dret de vot aquells cardenals que no han complert 80 anys en el moment de la vacant de la Seu Apostòlica.
| N.  | Nom                                                             | País                      | Data de naixement          | Ordre            | Nomenament (data i papa)       | Càrrec                                                                                                |
| --- | --------------------------------------------------------------- | ------------------------- | -------------------------- | ---------------- | ------------------------------ | --- |
| 1   | Pietro Parolin                                                  | Itàlia                    | 17 gener 1955 (70 anys)    | Cardenal bisbe   | 22 febrer 2014 (Francesc)      | Secretari d'Estat de la Santa Seu                                                                     |
| 2   | Fernando Filoni                                                 | Itàlia                    | 15 abril 1946 (79 anys)    | Cardenal bisbe   | 18 febrer 2012 (Benet XVI)     | Gran Mestre de l'Orde del Sant Sepulcre                                                               |
| 3   | Luis Antonio Tagle                                              | Filipines                 | 21 juny 1957 (67 anys)     | Cardenal bisbe   | 24 novembre 2012 (Benet XVI)   | Pro-prefecte del Dicasteri per a l'Evangelització                                                     |
| 4   | Robert Francis Prevost OSA - elegit papa amb el nom de Lleó XIV | Estats Units              | 14 setembre 1955 (69 anys) | Cardenal bisbe   | 30 setembre 2023 (Francesc)    | Prefecte del Dicasteri per als Bisbes                                                                 |
| 5   | Louis Raphaël I Sako                                            | Iraq                      | 4 juliol 1948 (76 anys)    | Cardenal bisbe   | 28 juny 2018 (Francesc)        | Patriarca de Bagdad (Església Caldea)                                                                 |
| 6   | Vinko Puljić                                                    | Bòsnia i Hercegovina      | 8 setembre 1945 (79 anys)  | Cardenal prevere | 26 novembre 1994 (Joan Pau II) | Arquebisbe emèrit de Vrhbosna                                                                         |
| 7   | Peter Turkson                                                   | Ghana                     | 11 octubre 1948 (76 anys)  | Cardenal prevere | 21 octubre 2003 (Joan Pau II)  | Canceller de l'Acadèmia Pontifícia de Ciències i de l'Acadèmia Pontifícia de Ciències Socials         |
| 8   | Josip Bozanić                                                   | Croàcia                   | 20 març 1949 (76 anys)     | Cardenal prevere | 21 octubre 2003 (Joan Pau II)  | Arquebisbe emèrit de Zagreb                                                                           |
| 9   | Philippe Barbarin                                               | França                    | 17 octubre 1950 (74 anys)  | Cardenal prevere | 21 octubre 2003 (Joan Pau II)  | Arquebisbe emèrit de Lió                                                                              |
| 10  | Péter Erdő                                                      | Hongria                   | 25 juny 1952 (72 anys)     | Cardenal prevere | 21 octubre 2003 (Joan Pau II)  | Arquebisbe d'Esztergom-Budapest                                                                       |
| 11  | Stanisław Ryłko                                                 | Polònia                   | 4 juliol 1945 (79 anys)    | Cardenal prevere | 24 novembre 2007 (Benet XVI)   | Arxipreste de la Basílica Papal de Santa Maria Major                                                  |
| 12  | Francisco Robles Ortega                                         | Mèxic                     | 2 març 1949 (76 anys)      | Cardenal prevere | 24 novembre 2007 (Benet XVI)   | Arquebisbe de Guadalajara                                                                             |
| 13  | Daniel DiNardo                                                  | Estats Units              | 23 maig 1949 (75 anys)     | Cardenal prevere | 24 novembre 2007 (Benet XVI)   | Arquebisbe emèrit de Galveston-Houston                                                                |
| 14  | Odilo Pedro Scherer                                             | Brasil                    | 21 setembre 1949 (75 anys) | Cardenal prevere | 24 novembre 2007 (Benet XVI)   | Arquebisbe de São Paulo                                                                               |
| 15  | Robert Sarah                                                    | Guinea                    | 15 juny 1945 (79 anys)     | Cardenal prevere | 20 novembre 2010 (Benet XVI)   | Prefecte emèrit de la Congregació per al Culte Diví i la Disciplina dels Sagraments                   |
| 16  | Raymond Leo Burke                                               | Estats Units              | 30 juny 1948 (76 anys)     | Cardenal prevere | 20 novembre 2010 (Benet XVI)   | Patró emèrit de l'Orde Sobirà Militar de Malta                                                        |
| 17  | Kurt Koch                                                       | Suïssa                    | 15 març 1950 (75 anys)     | Cardenal prevere | 20 novembre 2010 (Benet XVI)   | Prefecte del Dicasteri per a la Promoció de la Unitat dels Cristians                                  |
| 18  | Kazimierz Nycz                                                  | Polònia                   | 1 febrer 1950 (75 anys)    | Cardenal prevere | 20 novembre 2010 (Benet XVI)   | Arquebisbe emèrit de Varsòvia                                                                         |
| 19  | Malcolm Ranjith                                                 | Sri Lanka                 | 15 novembre 1947 (77 anys) | Cardenal prevere | 20 novembre 2010 (Benet XVI)   | Arquebisbe de Colombo                                                                                 |
| 20  | Reinhard Marx                                                   | Alemanya                  | 21 setembre 1953 (71 anys) | Cardenal prevere | 20 novembre 2010 (Benet XVI)   | Arquebisbe de Munic i Freising i coordinador del Consell per a l'Economia                             |
| 21  | João Braz de Aviz                                               | Brasil                    | 24 abril 1947 (77 anys)    | Cardenal prevere | 18 febrer 2012 (Benet XVI)     | Prefecte emèrit del Dicasteri per als Instituts de Vida Consagrada i les Societats de Vida Apostòlica |
| 22  | Thomas Christopher Collins                                      | Canadà                    | 16 gener 1947 (78 anys)    | Cardenal prevere | 18 febrer 2012 (Benet XVI)     | Arquebisbe emèrit de Toronto                                                                          |
| 23  | Wim Eijk                                                        | Països Baixos             | 22 juny 1953 (71 anys)     | Cardenal prevere | 18 febrer 2012 (Benet XVI)     | Arquebisbe d'Utrecht                                                                                  |
| 24  | Giuseppe Betori                                                 | Itàlia                    | 25 febrer 1947 (78 anys)   | Cardenal prevere | 18 febrer 2012 (Benet XVI)     | Arquebisbe emèrit de Florència                                                                        |
| 25  | Timothy M. Dolan                                                | Estats Units              | 6 febrer 1950 (75 anys)    | Cardenal prevere | 18 febrer 2012 (Benet XVI)     | Arquebisbe de Nova York                                                                               |
| 26  | Rainer Maria Woelki                                             | Alemanya                  | 18 agost 1956 (68 anys)    | Cardenal prevere | 18 febrer 2012 (Benet XVI)     | Arquebisbe de Colònia                                                                                 |
| 27  | James Michael Harvey                                            | Estats Units              | 20 octubre 1949 (75 anys)  | Cardenal prevere | 24 novembre 2012 (Benet XVI)   | Arxipreste de la Basílica Papal de Sant Pau Extramurs                                                 |
| 28  | Baselios Cleemis                                                | Índia                     | 15 juny 1959 (65 anys)     | Cardenal prevere | 24 novembre 2012 (Benet XVI)   | Major Arquebisbe de Trivandrum (Església siro-malankar)                                               |
| 29  | Gerhard Ludwig Müller                                           | Alemanya                  | 31 desembre 1947 (77 anys) | Cardenal prevere | 22 febrer 2014 (Francesc)      | Prefecte emèrit de la Congregació per a la Doctrina de la Fe                                          |
| 30  | Vincent Nichols                                                 | Regne Unit                | 8 novembre 1945 (79 anys)  | Cardenal prevere | 22 febrer 2014 (Francesc)      | Arquebisbe de Westminster                                                                             |
| 31  | Leopoldo Brenes                                                 | Nicaragua                 | 7 març 1949 (76 anys)      | Cardenal prevere | 22 febrer 2014 (Francesc)      | Arquebisbe de Managua                                                                                 |
| 32  | Gérald Cyprien Lacroix ISPX                                     | Canadà                    | 27 juliol 1957 (67 anys)   | Cardenal prevere | 22 febrer 2014 (Francesc)      | Arquebisbe de Quebec                                                                                  |
| 33  | Jean-Pierre Kutwa                                               | Costa d'Ivori             | 22 desembre 1945 (79 anys) | Cardenal prevere | 22 febrer 2014 (Francesc)      | Arquebisbe emèrit d'Abidjan                                                                           |
| 34  | Orani João Tempesta O. Cist.                                    | Brasil                    | 23 juny 1950 (74 anys)     | Cardenal prevere | 22 febrer 2014 (Francesc)      | Arquebisbe de São Sebastião do Rio de Janeiro                                                         |
| 35  | Mario Aurelio Poli                                              | Argentina                 | 29 novembre 1947 (77 anys) | Cardenal prevere | 22 febrer 2014 (Francesc)      | Arquebisbe emèrit de Buenos Aires                                                                     |
| 36  | Philippe Ouédraogo                                              | Burkina Faso              | 31 desembre 1945 (79 anys) | Cardenal prevere | 22 febrer 2014 (Francesc)      | Arquebisbe emèrit d'Ouagadougou                                                                       |
| 37  | Chibly Langlois                                                 | Haití                     | 29 novembre 1958 (66 anys) | Cardenal prevere | 22 febrer 2014 (Francesc)      | Bisbe de Les Cayes                                                                                    |
| 38  | Manuel Clemente                                                 | Portugal                  | 16 juliol 1948 (76 anys)   | Cardenal prevere | 14 febrer 2015 (Francesc)      | Patriarca emèrit de Lisboa                                                                            |
| 39  | Berhaneyesus Demerew Souraphiel CM                              | Etiòpia                   | 14 juliol 1948 (76 anys)   | Cardenal prevere | 14 febrer 2015 (Francesc)      | Arquebisbe d'Addis Abeba (Església Etíop)                                                             |
| 40  | John Atcherley Dew                                              | Nova Zelanda              | 5 maig 1948 (76 anys)      | Cardenal prevere | 14 febrer 2015 (Francesc)      | Arquebisbe emèrit de Wellington                                                                       |
| 41  | Charles Maung Bo SDB                                            | Myanmar                   | 29 octubre 1948 (76 anys)  | Cardenal prevere | 14 febrer 2015 (Francesc)      | Arquebisbe de Yangon                                                                                  |
| 42  | Kriengsak Kovitvanit                                            | Tailàndia                 | 27 juny 1949 (75 anys)     | Cardenal prevere | 14 febrer 2015 (Francesc)      | Arquebisbe emèrit de Bangkok                                                                          |
| 43  | Francesco Montenegro                                            | Itàlia                    | 22 maig 1946 (78 anys)     | Cardenal prevere | 14 febrer 2015 (Francesc)      | Arquebisbe emèrit d'Agrigent                                                                          |
| 44  | Daniel Sturla                                                   | Uruguai                   | 4 juliol 1959 (65 anys)    | Cardenal prevere | 14 febrer 2015 (Francesc)      | Arquebisbe de Montevideo                                                                              |
| 45  | Arlindo Gomes Furtado                                           | Cap Verd                  | 15 novembre 1949 (75 anys) | Cardenal prevere | 14 febrer 2015 (Francesc)      | Bisbe de Santiago de Cap Verd                                                                         |
| 46  | Soane Patita Paini Mafi                                         | Tonga                     | 19 desembre 1961 (63 anys) | Cardenal prevere | 14 febrer 2015 (Francesc)      | Bisbe de Tonga                                                                                        |
| 47  | Dieudonné Nzapalainga CSSp                                      | República Centreafricana  | 14 març 1967 (58 anys)     | Cardenal prevere | 19 novembre 2016 (Francesc)    | Arquebisbe de Bangui                                                                                  |
| 48  | Carlos Osoro Sierra                                             | Espanya                   | 16 maig 1945 (79 anys)     | Cardenal prevere | 19 novembre 2016 (Francesc)    | Arquebisbe emèrit de Madrid                                                                           |
| 49  | Sérgio da Rocha                                                 | Brasil                    | 21 octubre 1959 (65 anys)  | Cardenal prevere | 19 novembre 2016 (Francesc)    | Arquebisbe de São Salvador da Bahia                                                                   |
| 50  | Blase Joseph Cupich                                             | Estats Units              | 19 març 1949 (76 anys)     | Cardenal prevere | 19 novembre 2016 (Francesc)    | Arquebisbe de Chicago                                                                                 |
| 51  | Jozef De Kesel                                                  | Bèlgica                   | 17 juny 1947 (77 anys)     | Cardenal prevere | 19 novembre 2016 (Francesc)    | Arquebisbe emèrit de Malines-Brussel·les                                                              |
| 52  | Carlos Aguiar Retes                                             | Mèxic                     | 9 gener 1950 (75 anys)     | Cardenal prevere | 19 novembre 2016 (Francesc)    | Arquebisbe de Mèxic                                                                                   |
| 53  | John Ribat                                                      | Papua Nova Guinea         | 9 febrer 1957 (68 anys)    | Cardenal prevere | 19 novembre 2016 (Francesc)    | Arquebisbe de Port Moresby                                                                            |
| 54  | Joseph William Tobin                                            | Estats Units              | 3 maig 1952 (72 anys)      | Cardenal prevere | 19 novembre 2016 (Francesc)    | Arquebisbe de Newark                                                                                  |
| 55  | Juan José Omella                                                | Espanya                   | 21 abril 1946 (79 anys)    | Cardenal prevere | 28 juny 2017 (Francesc)        | Arquebisbe de Barcelona                                                                               |
| 56  | Anders Arborelius OCD                                           | Suècia                    | 24 setembre 1949 (75 anys) | Cardenal prevere | 28 juny 2017 (Francesc)        | Bisbe d'Estocolm                                                                                      |
| 57  | Angelo De Donatis                                               | Itàlia                    | 4 gener 1954 (71 anys)     | Cardenal prevere | 28 juny 2018 (Francesc)        | Penitencier Major                                                                                     |
| 58  | Joseph Coutts                                                   | Pakistan                  | 21 juliol 1945 (79 anys)   | Cardenal prevere | 28 juny 2018 (Francesc)        | Arquebisbe emèrit de Karachi                                                                          |
| 59  | António Marto                                                   | Portugal                  | 5 maig 1947 (77 anys)      | Cardenal prevere | 28 juny 2018 (Francesc)        | Bisbe emèrit de Leiria-Fàtima                                                                         |
| 60  | Désiré Tsarahazana                                              | Madagascar                | 13 juny 1954 (70 anys)     | Cardenal prevere | 28 juny 2018 (Francesc)        | Arquebisbe de Toamasina                                                                               |
| 61  | Giuseppe Petrocchi                                              | Itàlia                    | 19 agost 1948 (76 anys)    | Cardenal prevere | 28 juny 2018 (Francesc)        | Arquebisbe emèrit de L'Aquila                                                                         |
| 62  | Thomas Aquino Manyo Maeda                                       | Japó                      | 3 març 1949 (76 anys)      | Cardenal prevere | 28 juny 2018 (Francesc)        | Arquebisbe d'Osaka-Takamatsu                                                                          |
| 63  | Ignatius Suharyo Hardjoatmodjo                                  | Indonèsia                 | 9 juliol 1950 (74 anys)    | Cardenal prevere | 5 octubre 2019 (Francesc)      | Arquebisbe de Jakarta                                                                                 |
| 64  | Juan de la Caridad García Rodríguez                             | Cuba                      | 11 juliol 1948 (76 anys)   | Cardenal prevere | 5 octubre 2019 (Francesc)      | Arquebisbe de San Cristóbal de la Habana                                                              |
| 65  | Fridolin Ambongo Besungu OFMCap                                 | Rep Democràtica del Congo | 24 gener 1960 (65 anys)    | Cardenal prevere | 5 octubre 2019 (Francesc)      | Arquebisbe de Kinshasa                                                                                |
| 66  | Jean-Claude Hollerich                                           | Luxemburg                 | 9 agost 1958 (66 anys)     | Cardenal prevere | 5 octubre 2019 (Francesc)      | Arquebisbe de Luxemburg                                                                               |
| 67  | Álvaro Leonel Ramazzini Imeri                                   | Guatemala                 | 16 juliol 1947 (77 anys)   | Cardenal prevere | 5 octubre 2019 (Francesc)      | Bisbe de Huehuetenango                                                                                |
| 68  | Matteo Zuppi                                                    | Itàlia                    | 11 octubre 1955 (69 anys)  | Cardenal prevere | 5 octubre 2019 (Francesc)      | Arquebisbe de Bolonya                                                                                 |
| 69  | Cristóbal López Romero SDB                                      | Marroc                    | 19 maig 1952 (72 anys)     | Cardenal prevere | 5 octubre 2019 (Francesc)      | Arquebisbe de Rabat                                                                                   |
| 70  | Antoine Kambanda                                                | Rwanda                    | 10 novembre 1958 (66 anys) | Cardenal prevere | 28 novembre 2020 (Francesc)    | Arquebisbe de Kigali                                                                                  |
| 71  | Wilton Daniel Gregory                                           | Estats Units              | 7 desembre 1947 (77 anys)  | Cardenal prevere | 28 novembre 2020 (Francesc)    | Arquebisbe emèrit de Washington                                                                       |
| 72  | José Fuerte Advíncula OP                                        | Filipines                 | 30 març 1952 (73 anys)     | Cardenal prevere | 28 novembre 2020 (Francesc)    | Arquebisbe de Manila                                                                                  |
| 73  | Augusto Paolo Lojudice                                          | Itàlia                    | 1 juliol 1964 (60 anys)    | Cardenal prevere | 28 novembre 2020 (Francesc)    | Arquebisbe de Siena-Colle di Val d'Elsa-Montalcino i Bisbe de Montepulciano-Chiusi-Pienza             |
| 74  | Jean-Marc Aveline                                               | França                    | 26 desembre 1958 (66 anys) | Cardenal prevere | 27 agost 2022 (Francesc)       | Arquebisbe de Marsella                                                                                |
| 75  | Peter Ebere Okpaleke                                            | Nigèria                   | 1 març 1963 (62 anys)      | Cardenal prevere | 27 agost 2022 (Francesc)       | Bisbe d'Ekwulobia                                                                                     |
| 76  | Leonardo Ulrich Steiner OFM                                     | Brasil                    | 6 novembre 1950 (74 anys)  | Cardenal prevere | 27 agost 2022 (Francesc)       | Arquebisbe de Manaus                                                                                  |
| 77  | Filipe Neri Ferrão                                              | Índia                     | 20 gener 1953 (72 anys)    | Cardenal prevere | 27 agost 2022 (Francesc)       | Arquebisbe de Goa i Daman i Patriarca de les Índies Orientals                                         |
| 78  | Robert Walter McElroy                                           | Estats Units              | 5 febrer 1954 (71 anys)    | Cardenal prevere | 27 agost 2022 (Francesc)       | Arquebisbe de San Diego                                                                               |
| 79  | Virgílio do Carmo da Silva SDB                                  | Timor Oriental            | 27 novembre 1967 (57 anys) | Cardenal prevere | 27 agost 2022 (Francesc)       | Arquebisbe de Dili                                                                                    |
| 80  | Oscar Cantoni                                                   | Itàlia                    | 1 setembre 1950 (74 anys)  | Cardenal prevere | 27 agost 2022 (Francesc)       | Bisbe de Como                                                                                         |
| 81  | Anthony Poola                                                   | Índia                     | 15 novembre 1961 (63 anys) | Cardenal prevere | 27 agost 2022 (Francesc)       | Arquebisbe de Hyderabad                                                                               |
| 82  | Paulo Cezar Costa                                               | Brasil                    | 20 juliol 1967 (57 anys)   | Cardenal prevere | 27 agost 2022 (Francesc)       | Arquebisbe de Brasília                                                                                |
| 83  | William Goh Seng Chye                                           | Singapur                  | 25 juny 1957 (67 anys)     | Cardenal prevere | 27 agost 2022 (Francesc)       | Arquebisbe de Singapur                                                                                |
| 84  | Adalberto Martínez Flores                                       | Paraguai                  | 8 juliol 1951 (73 anys)    | Cardenal prevere | 27 agost 2022 (Francesc)       | Arquebisbe d'Asunción                                                                                 |
| 85  | Giorgio Marengo IMC                                             | Mongòlia                  | 7 juny 1974 (50 anys)      | Cardenal prevere | 27 agost 2022 (Francesc)       | Prefecte Apostòlic d'Ulan Bator                                                                       |
| 86  | Pierbattista Pizzaballa OFM                                     | Jerusalem                 | 21 abril 1965 (60 anys)    | Cardenal prevere | 30 setembre 2023 (Francesc)    | Patriarca llatí de Jerusalem                                                                          |
| 87  | Stephen Brislin                                                 | Sud-àfrica                | 24 setembre 1956 (68 anys) | Cardenal prevere | 30 setembre 2023 (Francesc)    | Arquebisbe de Johannesburg                                                                            |
| 88  | Ángel Sixto Rossi SJ                                            | Argentina                 | 11 agost 1958 (66 anys)    | Cardenal prevere | 30 setembre 2023 (Francesc)    | Arquebisbe de Còrdova                                                                                 |
| 89  | Luis José Rueda Aparicio                                        | Colòmbia                  | 3 març 1962 (63 anys)      | Cardenal prevere | 30 setembre 2023 (Francesc)    | Arquebisbe de Bogotà                                                                                  |
| 90  | Grzegorz Ryś                                                    | Polònia                   | 9 febrer 1964 (61 anys)    | Cardenal prevere | 30 setembre 2023 (Francesc)    | Arquebisbe de Łódź                                                                                    |
| 91  | Stephen Ameyu Martin Mulla                                      | Sudan del Sud             | 10 gener 1964 (61 anys)    | Cardenal prevere | 30 setembre 2023 (Francesc)    | Arquebisbe de Juba                                                                                    |
| 92  | José Cobo Cano                                                  | Espanya                   | 20 setembre 1965 (59 anys) | Cardenal prevere | 30 setembre 2023 (Francesc)    | Arquebisbe de Madrid                                                                                  |
| 93  | Protase Rugambwa                                                | Tanzània                  | 31 maig 1960 (64 anys)     | Cardenal prevere | 30 setembre 2023 (Francesc)    | Arquebisbe de Tabora                                                                                  |
| 94  | Sebastian Francis                                               | Malàisia                  | 11 novembre 1951 (73 anys) | Cardenal prevere | 30 setembre 2023 (Francesc)    | Bisbe de Penang                                                                                       |
| 95  | Stephen Chow Sau-yan SJ                                         | Hong Kong                 | 7 agost 1959 (65 anys)     | Cardenal prevere | 30 setembre 2023 (Francesc)    | Bisbe de Hong Kong                                                                                    |
| 96  | François-Xavier Bustillo OFMConv                                | França                    | 23 novembre 1968 (56 anys) | Cardenal prevere | 30 setembre 2023 (Francesc)    | Bisbe d'Ajaccio                                                                                       |
| 97  | Américo Manuel Alves Aguiar                                     | Portugal                  | 12 desembre 1973 (51 anys) | Cardenal prevere | 30 setembre 2023 (Francesc)    | Bisbe de Setúbal                                                                                      |
| 98  | Carlos Castillo Mattasoglio                                     | Perú                      | 28 febrer 1950 (75 anys)   | Cardenal prevere | 7 desembre 2024 (Francesc)     | Arquebisbe de Lima                                                                                    |
| 99  | Vicente Bokalic Iglic CM                                        | Argentina                 | 11 juny 1952 (72 anys)     | Cardenal prevere | 7 desembre 2024 (Francesc)     | Arquebisbe de Santiago del Estero                                                                     |
| 100 | Luis Gerardo Cabrera Herrera OFM                                | Equador                   | 11 octubre 1955 (69 anys)  | Cardenal prevere | 7 desembre 2024 (Francesc)     | Arquebisbe de Guayaquil                                                                               |
| 101 | Fernando Chomali Garib                                          | Xile                      | 10 març 1957 (68 anys)     | Cardenal prevere | 7 desembre 2024 (Francesc)     | Arquebisbe de Santiago de Xile                                                                        |
| 102 | Tarcisio Isao Kikuchi SVD                                       | Japó                      | 1 novembre 1958 (66 anys)  | Cardenal prevere | 7 desembre 2024 (Francesc)     | Arquebisbe de Tòquio                                                                                  |
| 103 | Pablo Virgilio David                                            | Filipines                 | 2 març 1959 (66 anys)      | Cardenal prevere | 7 desembre 2024 (Francesc)     | Bisbe de Kalookan                                                                                     |
| 104 | Ladislav Nemet SVD                                              | Sèrbia                    | 7 setembre 1956 (68 anys)  | Cardenal prevere | 7 desembre 2024 (Francesc)     | Arquebisbe de Belgrad                                                                                 |
| 105 | Jaime Spengler OFM                                              | Brasil                    | 6 setembre 1960 (64 anys)  | Cardenal prevere | 7 desembre 2024 (Francesc)     | Arquebisbe de Porto Alegre                                                                            |
| 106 | Ignace Bessi Dogbo                                              | Costa d'Ivori             | 17 agost 1961 (63 anys)    | Cardenal prevere | 7 desembre 2024 (Francesc)     | Arquebisbe d'Abidjan                                                                                  |
| 107 | Jean-Paul Vesco OP                                              | Algèria                   | 10 març 1962 (63 anys)     | Cardenal prevere | 7 desembre 2024 (Francesc)     | Arquebisbe d'Alger                                                                                    |
| 108 | Dominique Mathieu OFMConv                                       | Iran                      | 13 juny 1963 (61 anys)     | Cardenal prevere | 7 desembre 2024 (Francesc)     | Arquebisbe de Teheran-Esfahan                                                                         |
| 109 | Roberto Repole                                                  | Itàlia                    | 29 gener 1967 (58 anys)    | Cardenal prevere | 7 desembre 2024 (Francesc)     | Arquebisbe de Torí i bisbe de Susa                                                                    |
| 110 | Baldassare Reina                                                | Itàlia                    | 26 novembre 1970 (54 anys) | Cardenal prevere | 7 desembre 2024 (Francesc)     | Vicari general de Roma i Arxipreste de la Basílica de Sant Joan del Laterà                            |
| 111 | Frank Leo                                                       | Canadà                    | 30 juny 1971 (53 anys)     | Cardenal prevere | 7 desembre 2024 (Francesc)     | Arquebisbe de Toronto                                                                                 |
| 112 | Mykola Bychok CSsR                                              | Austràlia                 | 13 febrer 1980 (45 anys)   | Cardenal prevere | 7 desembre 2024 (Francesc)     | Eparca dels Sants Pere i Pau de Melbourne (Església greco-catòlica ucraïnesa)                         |
| 113 | Domenico Battaglia                                              | Itàlia                    | 20 gener 1963 (62 anys)    | Cardenal prevere | 7 desembre 2024 (Francesc)     | Arquebisbe de Nàpols                                                                                  |
| 114 | Dominique Mamberti                                              | França                    | 7 març 1952 (73 anys)      | Cardenal diaca   | 14 febrer 2015 (Francesc)      | Prefecte del Tribunal Suprem de la Signatura Apostòlica                                               |
| 115 | Mario Zenari                                                    | Itàlia                    | 5 gener 1946 (79 anys)     | Cardenal diaca   | 19 novembre 2016 (Francesc)    | Nunci apostòlic a Síria                                                                               |
| 116 | Kevin Farrell                                                   | Estats Units              | 2 setembre 1947 (77 anys)  | Cardenal diaca   | 19 novembre 2016 (Francesc)    | Prefecte del Dicasteri per als Laics, la Família i la Vida i camarlenc de la Santa Església Romana    |
| 117 | Konrad Krajewski                                                | Polònia                   | 25 novembre 1963 (61 anys) | Cardenal diaca   | 28 juny 2018 (Francesc)        | Limósner de Sa Santedat                                                                               |
| 118 | José Tolentino de Mendonça                                      | Portugal                  | 15 desembre 1965 (59 anys) | Cardenal diaca   | 5 octubre 2019 (Francesc)      | Prefecte del Dicasteri per a la Cultura i l'Educació                                                  |
| 119 | Michael Czerny SJ                                               | Canadà                    | 18 juliol 1946 (78 anys)   | Cardenal diaca   | 5 octubre 2019 (Francesc)      | Prefecte del Dicasteri per al Desenvolupament Humà Integral                                           |
| 120 | Mario Grech                                                     | Malta                     | 20 febrer 1957 (68 anys)   | Cardenal diaca   | 28 novembre 2020 (Francesc)    | Secretari general del Sínode de Bisbes                                                                |
| 121 | Marcello Semeraro                                               | Itàlia                    | 22 desembre 1947 (77 anys) | Cardenal diaca   | 28 novembre 2020 (Francesc)    | Prefecte del Dicasteri per a les Causes dels Sants                                                    |
| 122 | Mauro Gambetti OFMConv                                          | Itàlia                    | 27 octubre 1965 (59 anys)  | Cardenal diaca   | 28 novembre 2020 (Francesc)    | Vicari general del Vaticà i Arxipreste de la Basílica de Sant Pere                                    |
| 123 | Arthur Roche                                                    | Regne Unit                | 6 març 1950 (75 anys)      | Cardenal diaca   | 27 agost 2022 (Francesc)       | Prefecte del Dicasteri per al Culte Diví i la Disciplina dels Sagraments                              |
| 124 | Lazzaro You Heung-sik                                           | Corea del Sud             | 17 novembre 1951 (73 anys) | Cardenal diaca   | 27 agost 2022 (Francesc)       | Prefecte del Dicasteri per al Clergat                                                                 |
| 125 | Claudio Gugerotti                                               | Itàlia                    | 7 octubre 1955 (69 anys)   | Cardenal diaca   | 30 setembre 2023 (Francesc)    | Prefecte del Dicasteri per a les Esglésies Orientals                                                  |
| 126 | Víctor Manuel Fernández                                         | Argentina                 | 18 juliol 1962 (62 anys)   | Cardenal diaca   | 30 setembre 2023 (Francesc)    | Prefecte del Dicasteri per a la Doctrina de la Fe                                                     |
| 127 | Emil Paul Tscherrig                                             | Suïssa                    | 3 febrer 1947 (78 anys)    | Cardenal diaca   | 30 setembre 2023 (Francesc)    | Nunci apostòlic emèrit a Itàlia i San Marino                                                          |
| 128 | Christophe Pierre                                               | França                    | 30 gener 1946 (79 anys)    | Cardenal diaca   | 30 setembre 2023 (Francesc)    | Nunci apostòlic als Estats Units                                                                      |
| 129 | Ángel Fernández Artime SDB                                      | Espanya                   | 21 agost 1960 (64 anys)    | Cardenal diaca   | 30 setembre 2023 (Francesc)    | Pro-prefecte del Dicasteri per als Instituts de Vida Consagrada i les Societats de Vida Apostòlica    |
| 130 | Rolandas Makrickas                                              | Lituània                  | 31 gener 1972 (53 anys)    | Cardenal diaca   | 7 desembre 2024 (Francesc)     | Coadjutor arxipreste de la Basílica Papal de Santa Maria Major                                        |
| 131 | Timothy Radcliffe OP                                            | Regne Unit                | 22 agost 1945 (79 anys)    | Cardenal diaca   | 7 desembre 2024 (Francesc)     | Mestre emèrit de l'Orde dels Predicadors                                                              |
| 132 | Fabio Baggio CS                                                 | Itàlia                    | 15 gener 1965 (60 anys)    | Cardenal diaca   | 7 desembre 2024 (Francesc)     | Sotssecretari de la Secció Migrants i Refugiats del Dicasteri per al Desenvolupament Humà Integral    |
| 133 | George Koovakad                                                 | Índia                     | 11 agost 1973 (51 anys)    | Cardenal diaca   | 7 desembre 2024 (Francesc)     | Prefecte del Dicasteri per al Diàleg Interreligiós (Església Siro-Malabar)                            |

### Cardenals electors que no assistiran
Els següents cardenals electors han informat sobre la intenció de no assistir al conclave de 2025:
| N. | Nom                       | País    | Data de naixement         | Ordre            | Nomenament (data i papa)     | Càrrec                        | Motiu | Refs        |
| -- | ------------------------- | ------- | ------------------------- | ---------------- | ---------------------------- | ----------------------------- | ----- | ----------- |
| 1  | Antonio Cañizares Llovera | Espanya | 15 octubre 1945 (79 anys) | Cardenal prevere | 24 març 2006 (Benet XVI)     | Arquebisbe emèrit de València | Salut | [ 6 ] [ 7 ] |
| 2  | John Njue                 | Kenya   | 1 gener 1946 (79 anys)    | Cardenal prevere | 24 novembre 2007 (Benet XVI) | Arquebisbe emèrit de Nairobi  | Salut | [ 8 ] [ 9 ] |

## Electors cardenals per continent
Els 135 electors cardenals elegibles representen 71 països en els sis continents habitats. Els països amb major nombre d'electors cardenals són Itàlia (disset), els Estats Units (deu) i el Brasil (set). Les estadístiques per a la distribució global dels catòlics en el quadre a continuació provenen de l'edició 2023 de l'Annuarium Statisticum Eclesiae (Anuari Estadístic de l'Església), publicada en 2025.

Mapa mundial de Choropleth acolorit segons el nombre d'electors cardenals de cada país

| Graphic with the numbers of eligible cardinal electors from each region | Graphic with the numbers of eligible cardinal electors from each region |
| Regió                                                                   | Número                                                                  |
| ----------------------------------------------------------------------- | ----------------------------------------------------------------------- |
| Italia                                                                  | 17                                                                      |
| Resta d'Europa                                                          | 36                                                                      |
| America del Nord                                                        | 20                                                                      |
| Amèrica del Sud                                                         | 17                                                                      |
| Àfrica                                                                  | 18                                                                      |
| Àsia                                                                    | 23                                                                      |
| Oceania                                                                 | 4                                                                       |
| Total                                                                   | 135                                                                     |

| Continent        | Número | Percentatge | Percentatge de la població catòlica mundial ((2023)) |
| ---------------- | ------ | ----------- | ---------------------------------------------------- |
| Àfrica           | 18     | 13%         | 20.0%                                                |
| Amèrica del Nord | 20     | 15%         | 20.4%                                                |
| Sud-amèrica      | 17     | 13%         | 27.4%                                                |
| Àsia             | 23     | 17%         | 11.0%                                                |
| Europa           | 53     | 39%         | 20.4%                                                |
| Oceania          | 4      | 3%          | 0.8%                                                 |
| Total            | 135    | 100.0%      | 100.0%                                               |

- 1
- 2
- 3
- 4
- 5
- 7
- 10
- 17